# Agathia gigantea
Agathia gigantea là một loài bướm đêm thuộc họ Geometridae. Loài này có ở Java, Sumatra, Malaysia bán đảo và Borneo.